# Marie McCray
Marie McCray (Indianapolis, 21 maggio 1985) è un'attrice pornografica statunitense.

## Biografia
Marie McCray ha lavorato come modella erotica e spogliarellista ed è entrata nel mondo del porno nel 2008 a 22 anni, debuttando immediatamente con un ruolo da protagonista. Il suo primo film, Angel Face, è un film a grosso budget prodotto dalla casa di produzione VCX dove la McCray interpreta l'odissea di una giovane ragazza che abbandona il piccolo paese dove è cresciuta per inseguire il sogno hollywoodiano. Questo primo ruolo le ha immediatamente fatto guadagnare una nomination come migliore attrice agli AVN Awards.
Successivamente la McCray ha continuato proficuamente la sua carriera, interpretando oltre 550 scene (tra cui grosse produzioni con Vivid, Elegant Angel e Wicked) e comparendo in un gran numero di scene per siti pornografici. È inoltre comparsa su diverse riviste, come Penthouse e Hustler, di cui nell'Ottobre 2010 è stata ragazza copertina.
La rivista Complex l'ha indicata come trentanovesima nella classifica delle 50 rosse più affascinanti di tutti i tempi. Nel 2014 per la sua partecipazione in Truth Be Told ha ottenuto il suo unico XBIZ Awards come miglior attrice.

## Riconoscimenti
- XBIZ Awards
  - 2014 – Best Actress - Couples - Themed Release per Truth Be Told[10]